# Ecology Letters
Ecology Letters — щомісячний оглядовий науковий журнал, випускається видавництвом Wiley-Blackwell і French National Centre for Scientific Research. Тім Коулсон (Оксфордський університет) замінив на посаді відповідального редактора Marcel Holyoak в 2015 р. Тематично охоплює всі аспекти екології.

## Реферування і індексування
Журнал Ecology Letters реферується і індексується в Academic Search/Academic Search Premier, AGRICOLA, Aquatic Sciences and Fisheries Abstracts, Biological Abstracts, BIOSIS and BIOSIS Previews, CAB Abstracts, CAB Health/CABDirect, Cambridge Scientific Abstracts databases, Current Contents/Agriculture, Biology & Environmental Sciences, GEOBASE, GeoRef, Index Medicus/MEDLINE, InfoTrac, PubMed, Science Citation Index, Scopus і The  Zoological Record.

Згідно з висновками Journal Citation Reports за 2014 р., Ecology Letters визнано другим серед 144 (2/144) журналів у категорії «Екологія» з Імпакт-фактором 10.689.

## Ресурси Інтернету
- Офіційний сайт
- Interview with Michael Hochberg (former editor-in-chief)